# 臺北市士林區劍潭國民小學
臺北市士林區劍潭國民小學（英語：Taipei Municipal Jiantan Elementary School），是一所位在臺北市士林區通河街的公立國民小學。該學校之前身為臺北市中山國民小學劍潭分校。

## 歷史
1955年成立臺北市中山區劍潭國民小學，為臺北市士林區劍潭國民小學的前身直到1989年2月1日行政區劃才歸為士林區，成為現在的臺北市士林區劍潭國民小學。

### 校舍
前瞻樓、新生樓校舍是臺北市士林區劍潭國民小學最初的校舍建於1972年8月1日，3年後幼苗樓校舍建成於1994年2月1日再擴建出日新樓校舍(目前狀況)。

### 其他設施
資源班成立於1980年2月1日，而幼稚園則成立於1987年8月1日。1997年12月8日學校午餐廚房工程完成，但直到1998年9月1日公辦民營學童午餐才正式供餐。1998年4月27日完成PU人工跑道，2019年12月14日，新建風雨操場工程及新PU人工跑道啟用。

## 歷任校長
- 第一任：吳景興(1957)
- 第二任：曹耀西(1957.02.01)
- 第三任：賴振成(1959.08.01)
- 第四任：許碧馨(1963.09.01)
- 第五任：陳翼演(1965.09.01)
- 第六任：賴榮樹(1966.09.01)
- 第七任：周泰興(1969.03.01)
- 第八任：謬亞君(1973.04.06)
- 第九任：謝慶宗(1979.01.09)
- 第十任：胡應銘(1987.08.01)
- 第十一任：羅富美(1994.02.01)
- 第十二任：黃祝(1997.05.01)
- 第十三任：張顯榮(2001.04.18)
- 第十四任：陳錦蓮(2005.08.31)
- 第十五任：鄧美珠(2012.08.01)
- 第十六任：楊美惠(現任)

其中數任代理校長並未列出

## 歷任教師會會長
- 第一任：王正通(1996.16.08)
- 第二任：曹耀西(1957.02.01)
- 第三任：賴振成(1959.08.01)
- 第四任：許碧馨(1963.09.01)
- 第五任：陳翼演(1965.09.01)
- 第六任：賴榮樹(1966.09.01)
- 第七任：周泰興(1969.03.01)
- 第八任：謬亞君(1973.04.06)
- 第九任：謝慶宗(1979.01.09)
- 第十任：胡應銘(1987.08.01)
- 第十一任：羅富美(1994.02.01)
- 第十二任：黃祝(1997.05.01)
- 第十三任：張顯榮(2001.04.18)
- 第十四任：張顯榮(2004.12.16)
- 第十五任：陳錦蓮(2005.08.31)
- 第十六任：鄧美珠(2012.08.01)(現任)

## 外部連結
- 臺北市士林區劍潭國民小學 （页面存档备份，存于）